# 大治河

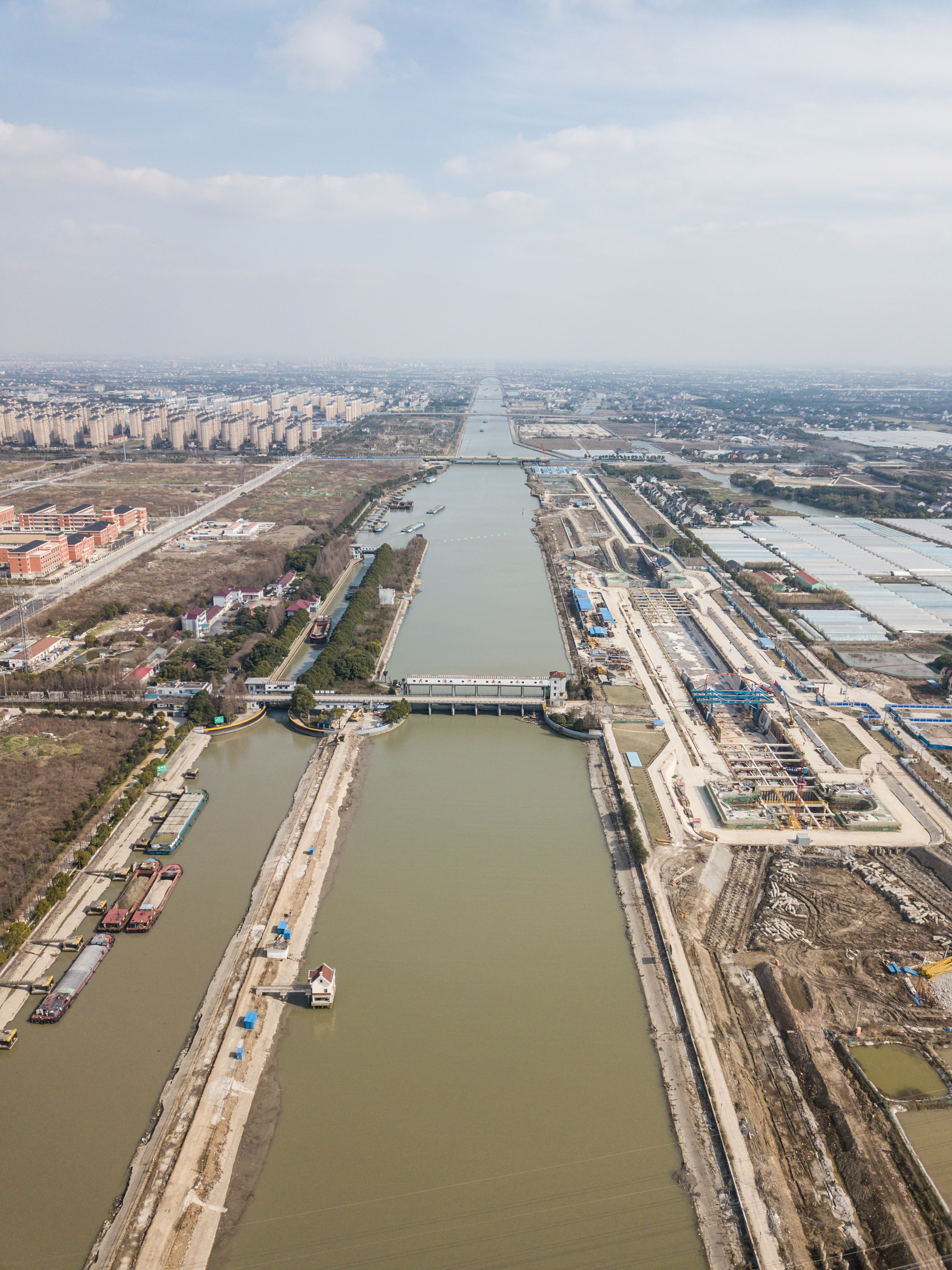
大治河靠近入黄浦江河口位置

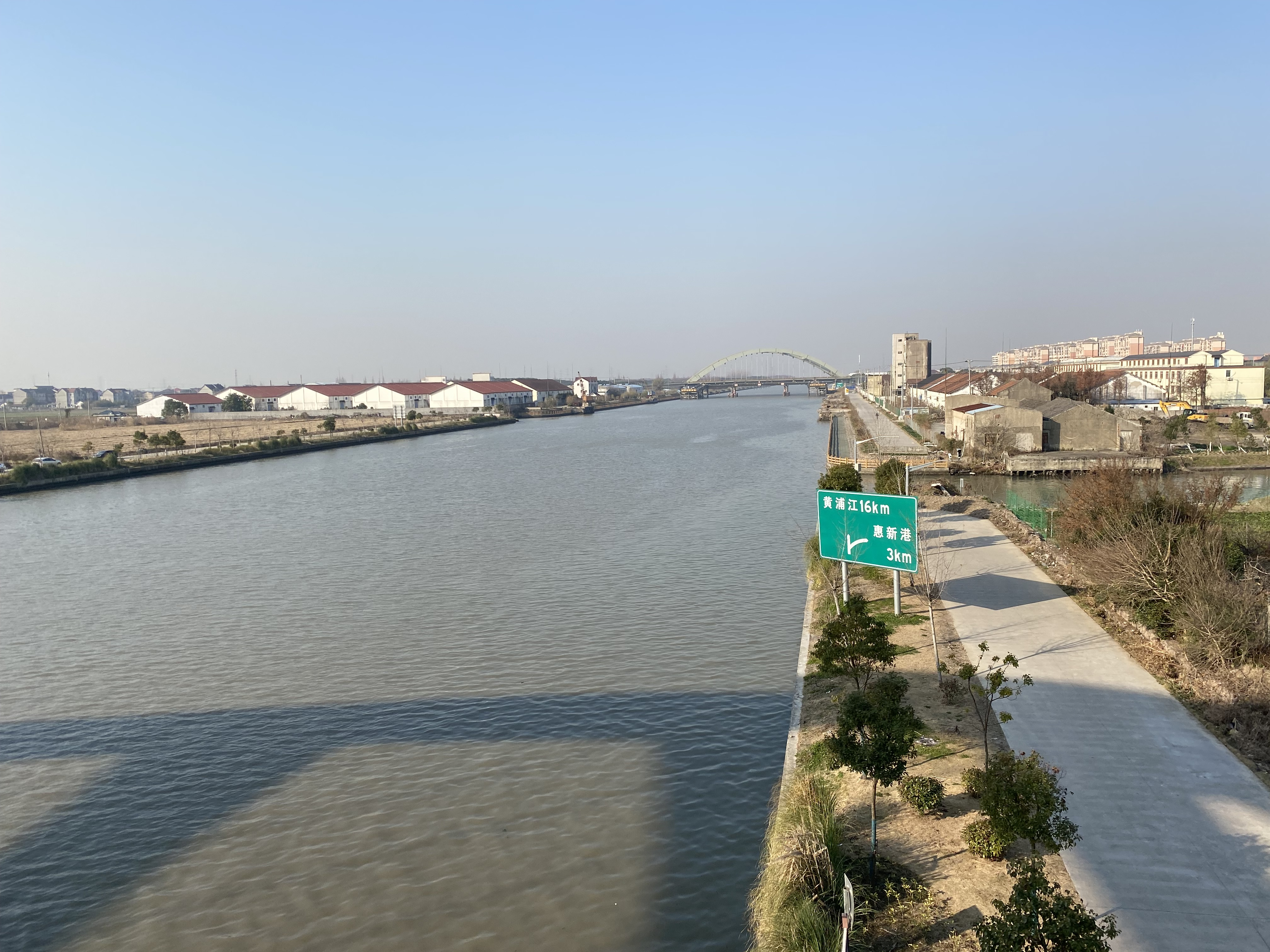
在申江南路跨河桥附近的大治河

大治河是位于上海市的一条人工河，于1977年开挖，1979年通航。大治河在浦东新区南部，呈东西走向，西起黄浦江，东至长江入海口，通航等级为5级。河道最宽处约100米。

## 脚注
1. ↑  《南汇县志》 P372